# Холкетт, Крэйг
Крэйг Петер Холкетт (англ. Craig Peter Halkett; родился 29 мая 1995 года, Керкинтиллох, Шотландия) — шотландский футболист, защитник клуба «Харт оф Мидлотиан».

## Клубная карьера
Является воспитанником «Рейнджерс». 1 сентября 2014 года перешёл в аренду в «Клайд». За клуб дебютировал в матче против «Ист Стерлингшир». Всего за клуб сыграл 12 матчей.
30 октября 2015 года перешёл в аренду в «Бервик Рейнджерс», где сыграл всего лишь 4 матча, после чего вернулся обратно в клуб и 13 января 2016 года перешёл в «Ливингстон». За клуб дебютировал в матче против «Фалкирк». Свой первый гол забил в ворота «Рейнджерс». Всего за клуб сыграл 137 игр, где забил 18 мячей.
1 июля 2019 года перешёл в «Харт оф Мидлотиан». За клуб дебютировал в матче против «Кауденбита», где забил гол. В следующем матче оформил дубль. Из-за разрыва связки колена, воспаления лонной кости, травмы подколенного сухожилия и травмы лодыжки пропустил 27 матчей. 11 января 2022 года Холкетт подписал новый контракт с «Хартс» на два с половиной года. 24 декабря в матче против «Данди Юнайтед» Крэйг Холкетт порвал крестообразную связку.

## Карьера в сборной
Сыграл 1 матч за Шотландию до 19 лет. Вызывался в сборную Шотландии на матчи с Польшей и Австрией.

## Достижения
«Рейнджерс»
- Победитель Молодёжного кубка Шотландии: 2013/14

«Ливингстон»
- Первая лига Шотландии: 2016/17

«Харт оф Мидлотиан»
- Победитель Шотландского Чемпионшипа: 2020/21
- Финалист Кубка Шотландии: 2019/20, 2021/22